# Igé (Orne)
Pour les articles homonymes, voir Igé.
Igé est une commune française, située dans le département de l'Orne en région Normandie, peuplée de 589 habitants.

## Géographie
La commune se situe dans la région naturelle du Perche et appartient au nouveau canton de Ceton qui a incorporé depuis 2015 des communes de l'ancien canton de Bellême.
| Vaunoise                    | Le Gué-de-la-Chaîne, Saint-Martin-du-Vieux-Bellême | Appenai-sous-Bellême                           |
| Saint-Fulgent-des-Ormes     | Igé                                                | La Chapelle-Souëf                              |
| Saint-Cosme-en-Vairais (72) | Pouvrai                                            | Saint-Germain-de-la-Coudre, Bellou-le-Trichard |

### Hydrographie
La commune est située dans le bassin Loire-Bretagne. Elle est drainée par la Même, un bras de la même, l'Argenson et la Braye,,.
La Même, d'une longueur de 42 km, prend sa source dans la commune de Belforêt-en-Perche et se jette  dans l'Huisne en limite de Cherré-Au et de La Ferté-Bernard, après avoir traversé huit communes. Les caractéristiques hydrologiques de la Même sont données par la station hydrologique située sur la commune de Sainte-Gauburge-Sainte-Colombe. Le débit moyen mensuel est de 1,24 m3/s. Le débit moyen journalier maximum est de 14,7 m3/s, atteint lors de la crue du 23 février 2024. Le débit instantané maximal est quant à lui de 19,8 m3/s, atteint le même jour.
L'Argenson, d'une longueur de 11 km, prend sa source dans la commune  et se jette  dans l'Orne saosnoise à Saint-Cosme-en-Vairais, après avoir traversé quatre communes. 
Deux plans d'eau complètent le réseau hydrographique : l'étang Neuf (0,24 ha) et l'étang Normand (2,4 ha),.

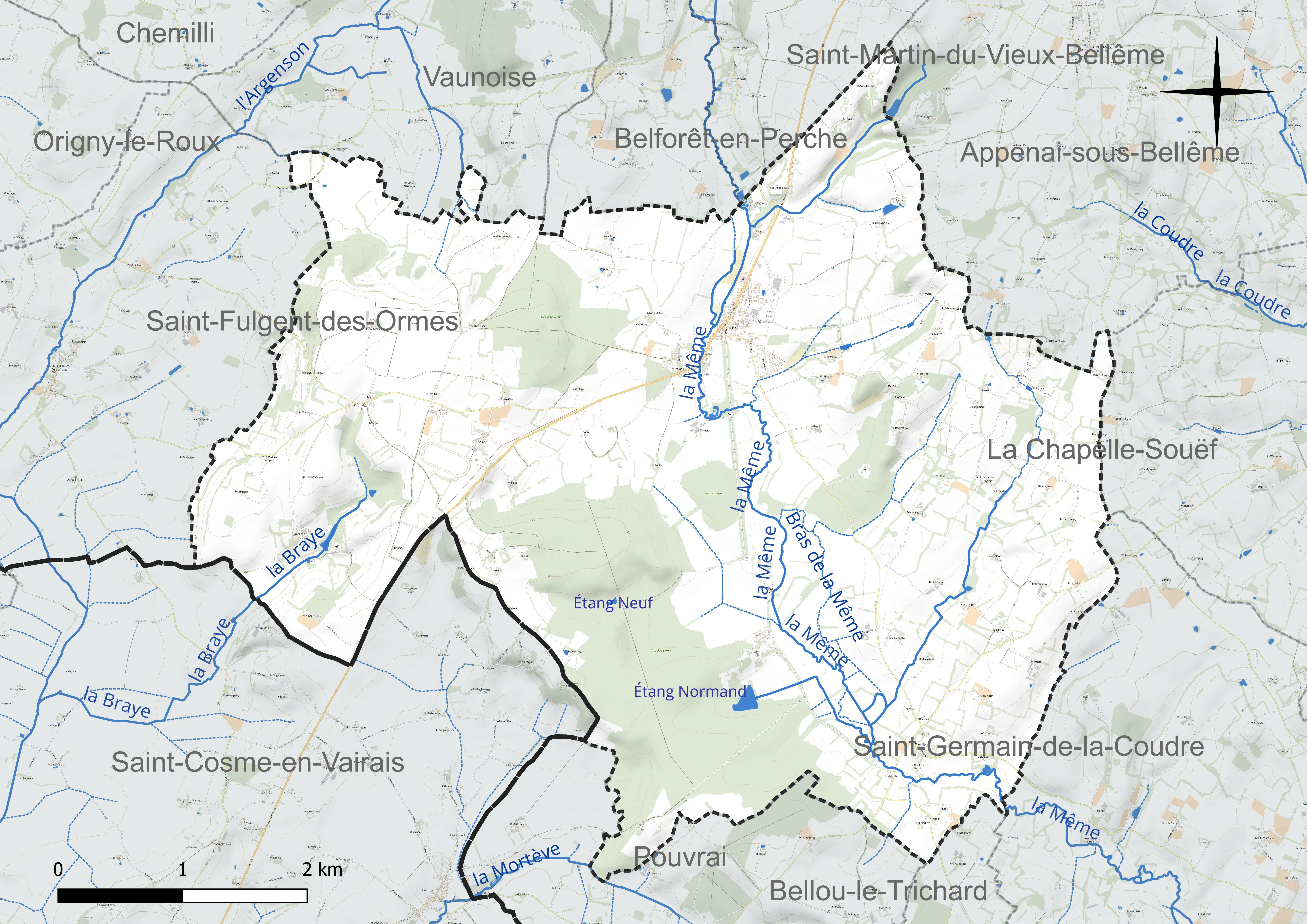
Réseau hydrographique d'Igé.

### Climat
Pour des articles plus généraux, voir Climat de la Normandie et Climat de l'Orne.
En 2010, le climat de la commune est de type climat océanique dégradé des plaines du Centre et du Nord, selon une étude du CNRS s'appuyant sur une série de données couvrant la période 1971-2000. En 2020, Météo-France publie une typologie des climats de la France métropolitaine dans laquelle la commune est exposée à un climat océanique altéré et est dans la région climatique Normandie (Cotentin, Orne), caractérisée par une pluviométrie relativement élevée (850 mm/a) et un été frais (15,5 °C) et venté. Parallèlement le GIEC normand, un groupe régional d’experts sur le climat, différencie quant à lui, dans une étude de 2020, trois grands types de climats pour la région Normandie, nuancés à une échelle plus fine par les facteurs géographiques locaux. La commune est, selon ce zonage, exposée à un « climat contrasté des collines », correspondant au Pays d'Ouche et au Perche et bénéficiant d’un caractère continental affirmé avec des précipitations atténuées et des amplitudes thermiques fortes.
Pour la période 1971-2000, la température annuelle moyenne est de 10,5 °C, avec une amplitude thermique annuelle de 14,2 °C. Le cumul annuel moyen de précipitations est de 737 mm, avec 12 jours de précipitations en janvier et 7,5 jours en juillet. Pour la période 1991-2020, la température moyenne annuelle observée sur la station météorologique la plus proche, située sur la commune de Saint-Martin-du-Vieux-Bellême à 7 km à vol d'oiseau, est de 11,4 °C et le cumul annuel moyen de précipitations est de 810,0 mm,. Pour l'avenir, les paramètres climatiques de la commune estimés pour 2050 selon différents scénarios d’émission de gaz à effet de serre sont consultables sur un site dédié publié par Météo-France en novembre 2022.

## Urbanisme

### Typologie
Au 1er janvier 2024, Igé est catégorisée commune rurale à habitat dispersé, selon la nouvelle grille communale de densité à sept niveaux définie par l'Insee en 2022. Elle est située hors unité urbaine et hors attraction des villes,.

### Occupation des sols
L'occupation des sols de la commune, telle qu'elle ressort de la base de données européenne d’occupation biophysique des sols Corine Land Cover (CLC), est marquée par l'importance des territoires agricoles (77,9 % en 2018), en diminution par rapport à 1990 (79,9 %). La répartition détaillée en 2018 est la suivante : terres arables (51,9 %), prairies (25,1 %), forêts (19,9 %), zones urbanisées (1,3 %), espaces verts artificialisés, non agricoles (1 %), zones agricoles hétérogènes (0,9 %). L'évolution de l’occupation des sols de la commune et de ses infrastructures peut être observée sur les différentes représentations cartographiques du territoire : la carte de Cassini (XVIIIe siècle), la carte d'état-major (1820-1866) et les cartes ou photos aériennes de l'IGN pour la période actuelle (1950 à aujourd'hui).

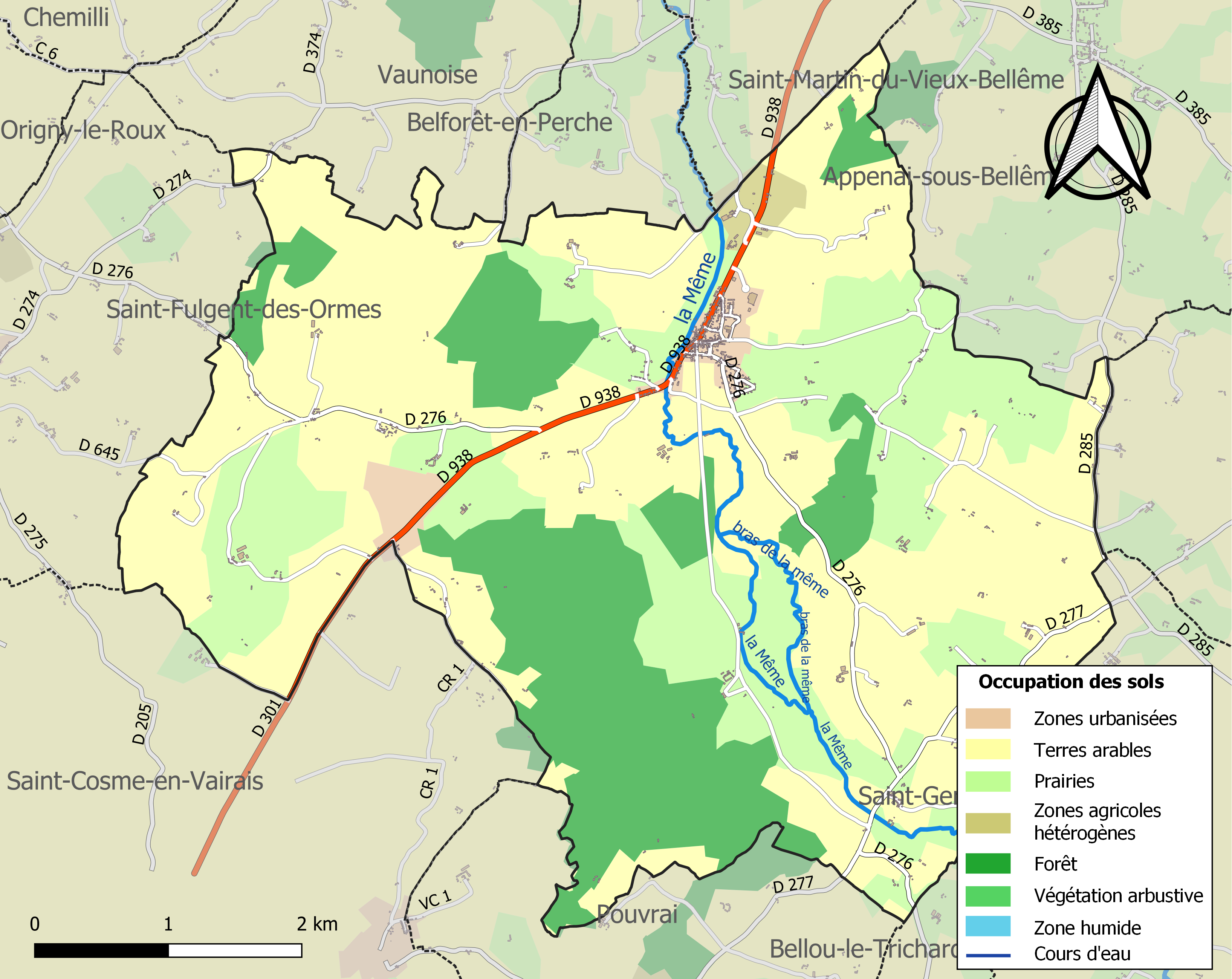
Carte des infrastructures et de l'occupation des sols de la commune en 2018 (CLC).

## Toponymie
Le nom de la localité est attesté sous la forme Rupe Ialgeo (sans date).
Albert Dauzat, Ernest Nègre et René Lepelley qui ne citent aucune forme ancienne, preuve qu'ils n'en connaissent pas, ont vu dans ce nom de lieu une formation toponymique gauloise ou gallo-romaine en -(i)acum au sens de « lieu de, propriété de »,,. Pour cela, ils se basent sur le fait que la terminaison -é au sud ouest de la Normandie, dans le Maine, en Anjou et plus généralement à l'ouest, est généralement explicable par ce suffixe. Seul Ernest Nègre compare avec une forme ancienne d’Igé (Saône-et-Loire, Ibiacus 887) dont le -é final résulte effectivement de l'évolution phonétique du suffixe -(i)acum.
Le premier élément Ig- représenterait un anthroponyme gaulois ou gallo-romain tel qu’Ivius, ou Aevius.
Le gentilé est Igéen.

## Histoire
La commune a conservée trois mottes féodales qui gardaient, vers l'est, la vallée de la Même.
Un camp protohistorique de type éperon barré a été découvert par Jousset de Bellesme au lieu-dit le Croche-Melier, près de la ferme éponyme. L'éperon, aux flancs très abrupts, est barré du côté du plateau par un rempart de pierres et de terres. Celui-ci, précédé par un fossé large de 6 à 7 m, profond d'environ un mètre, à fond plat, est légèrement convexe vers l'extérieur et présente un profil latéral triangulaire haut d'un mètre. ce lieu clos d'une cinquantaine d'ares, qui s'ouvre par une porte dans l'axe de la fortification, domine d'une dizaine de mètres, la confluence de deux ruisseaux. Jousset de Bellesme y aurait recueilli deux haches polies en silex ainsi que quatre autres armes : une pointe de lance à douille, un fragment de poignard et deux haches, attribuable au bronze final, et, au pied de l'éperon une hache en bronze à talon décoré.
En 1817, Igé (1 321 habitants en 1806) absorbe Marcilly (204 habitants), au sud-est de son territoire.
Igé et sa voisine Saint-Cosme-en-Vairais forment le troisième noyau important de l'émigration percheronne vers la Nouvelle-France au XVIIe siècle, après Mortagne-au-Perche et Tourouvre.[réf. nécessaire] Bien que n'ayant pas d'ouverture directe sur la mer, le Perche a envoyé au cours du XVIIe siècle un bon nombre de ses habitants pour la colonisation de la Nouvelle-France. Artisans, bûcherons, laboureurs venus du Perche ont été parmi les premiers colons à arriver en Nouvelle-France au XVIIe siècle.

## Politique et administration
| Période                                  | Période   | Identité          | Étiquette | Qualité                                             |
| ---------------------------------------- | --------- | ----------------- | --------- | --------------------------------------------------- |
| 1995                                     | mars 2014 | Janick Fanouillet | SE        | Comptable                                           |
| mars 2014                                | En cours  | Isabelle Thierry  | SE        | Rédactrice, présidente de la communauté de communes |
| Les données manquantes sont à compléter. |           |                   |           |                                                     |

Le conseil municipal est composé de quinze membres dont le maire et trois adjoints.

## Démographie
L'évolution du nombre d'habitants est connue à travers les recensements de la population effectués dans la commune depuis 1793. Pour les communes de moins de 10 000 habitants, une enquête de recensement portant sur toute la population est réalisée tous les cinq ans, les populations de référence des années intermédiaires étant quant à elles estimées par interpolation ou extrapolation. Pour la commune, le premier recensement exhaustif entrant dans le cadre du nouveau dispositif a été réalisé en 2008.
En 2022, la commune comptait 589 habitants, en évolution de −8,96 % par rapport à 2016 (Orne : −3,21 %, France hors Mayotte : +2,11 %).
Igé a compté jusqu'à 1 880 habitants en 1841.
| 1793  | 1800  | 1806  | 1821  | 1836  | 1841  | 1846  | 1851  | 1856  |
| ----- | ----- | ----- | ----- | ----- | ----- | ----- | ----- | ----- |
| 1 147 | 1 218 | 1 321 | 1 563 | 1 834 | 1 880 | 1 847 | 1 850 | 1 840 |

| 1861  | 1866  | 1872  | 1876  | 1881  | 1886  | 1891  | 1896  | 1901  |
| ----- | ----- | ----- | ----- | ----- | ----- | ----- | ----- | ----- |
| 1 757 | 1 677 | 1 601 | 1 581 | 1 495 | 1 377 | 1 292 | 1 261 | 1 180 |

| 1906  | 1911  | 1921 | 1926  | 1931  | 1936  | 1946  | 1954  | 1962 |
| ----- | ----- | ---- | ----- | ----- | ----- | ----- | ----- | ---- |
| 1 115 | 1 083 | 993  | 1 002 | 1 004 | 1 032 | 1 052 | 1 013 | 894  |

| 1968 | 1975 | 1982 | 1990 | 1999 | 2006 | 2008 | 2013 | 2018 |
| ---- | ---- | ---- | ---- | ---- | ---- | ---- | ---- | ---- |
| 890  | 885  | 804  | 685  | 702  | 690  | 687  | 667  | 614  |

| 2022 | - | - | - | - | - | - | - | - |
| ---- | - | - | - | - | - | - | - | - |
| 589  | - | - | - | - | - | - | - | - |

## Culture locale et patrimoine

### Lieux et monuments
- Château de Lonné, des XVIIe, XIXe et XXe siècles, partiellement inscrit au titre des monuments historiques en 2000[34].
- Motte de Lonné, à 2,5 km au sud, vers Pouvrai, dans le bois du château de Lonné, au sud-ouest de celui-ci, à l'extrémité d'un d'un éperon barré par un fossé. Le tertre circulaire mesure 75 m de diamètre à la base et 35 m sur la plate-forme. La « maison » située à 250 m au sud-est de la motte conserve les corbeaux d'une bretèche[35].
- Église Notre-Dame de Marcilly, à 3 km au sud-est par la D 276, vers Saint-Germain-de-la-Coudre, L'édifice du XIIe siècle, bâtie sur une motte aplanie[36], est inscrit au titre des monuments historiques en 1971[37].
- Manoir de Bray, du XVIIe siècle, et sa chapelle, partiellement inscrits au titre des monuments historiques en 1977[38].
- Motte castrale de Garenne-de-la-Motte, du Moyen Âge, inscrite au titre des monuments historiques en 1975[39].
- Église Saint-Martin, dotée d'une tour romane.
- Presbytère, bâti en 1830, au milieu d'un parc arboré[40].
- Pyramide d'Igé, 1735, sur la D301, monument marquant la limite entre la généralité d'Alençon et la généralité de Tours.
- Maison dite « Henri IV », du XVIe siècle, inscrite à l'IGPC[41], plus ancienne demeure de l'ancien canton de Bellême[réf. nécessaire].

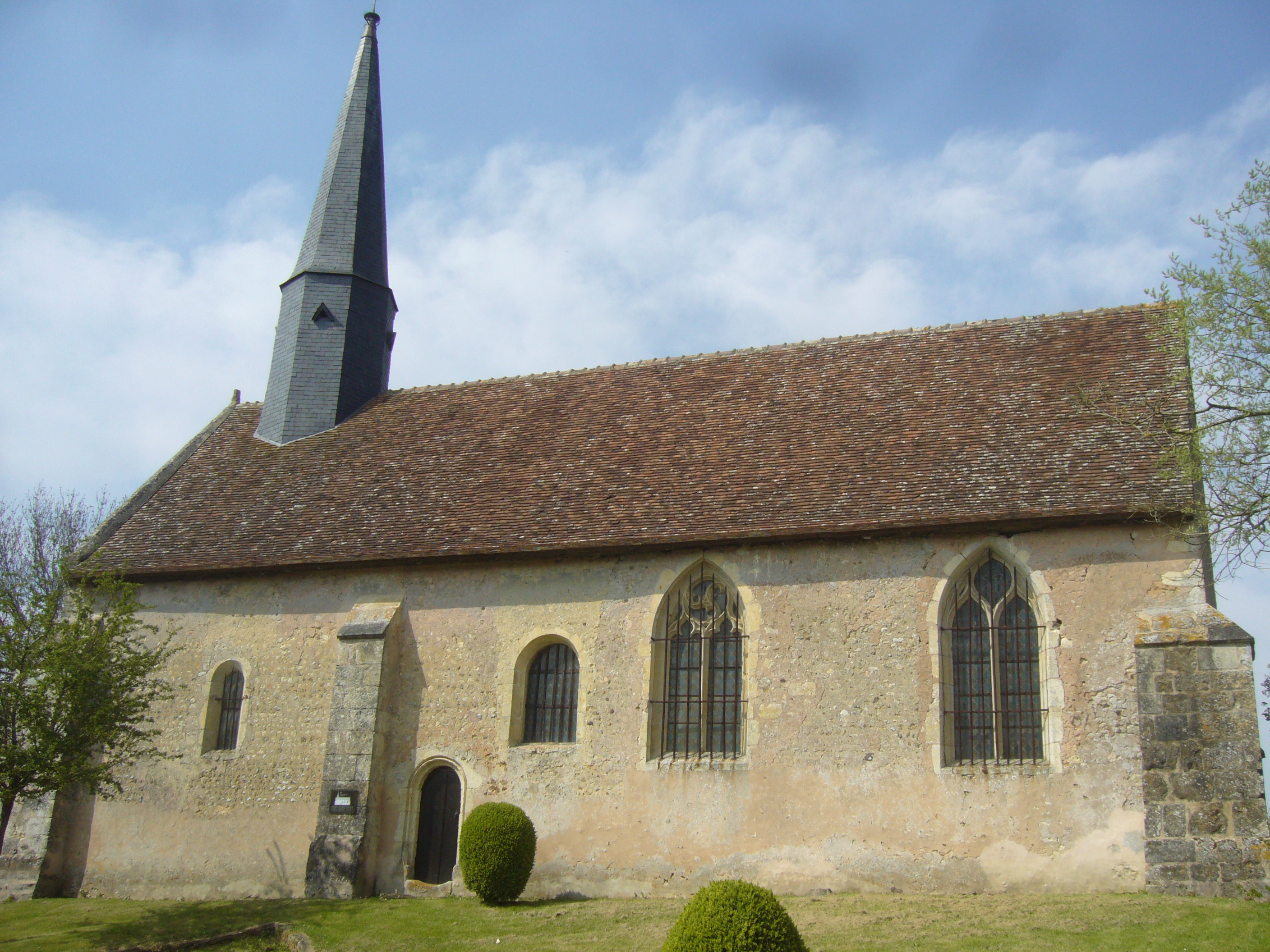
L'église Notre-Dame de Marcilly.
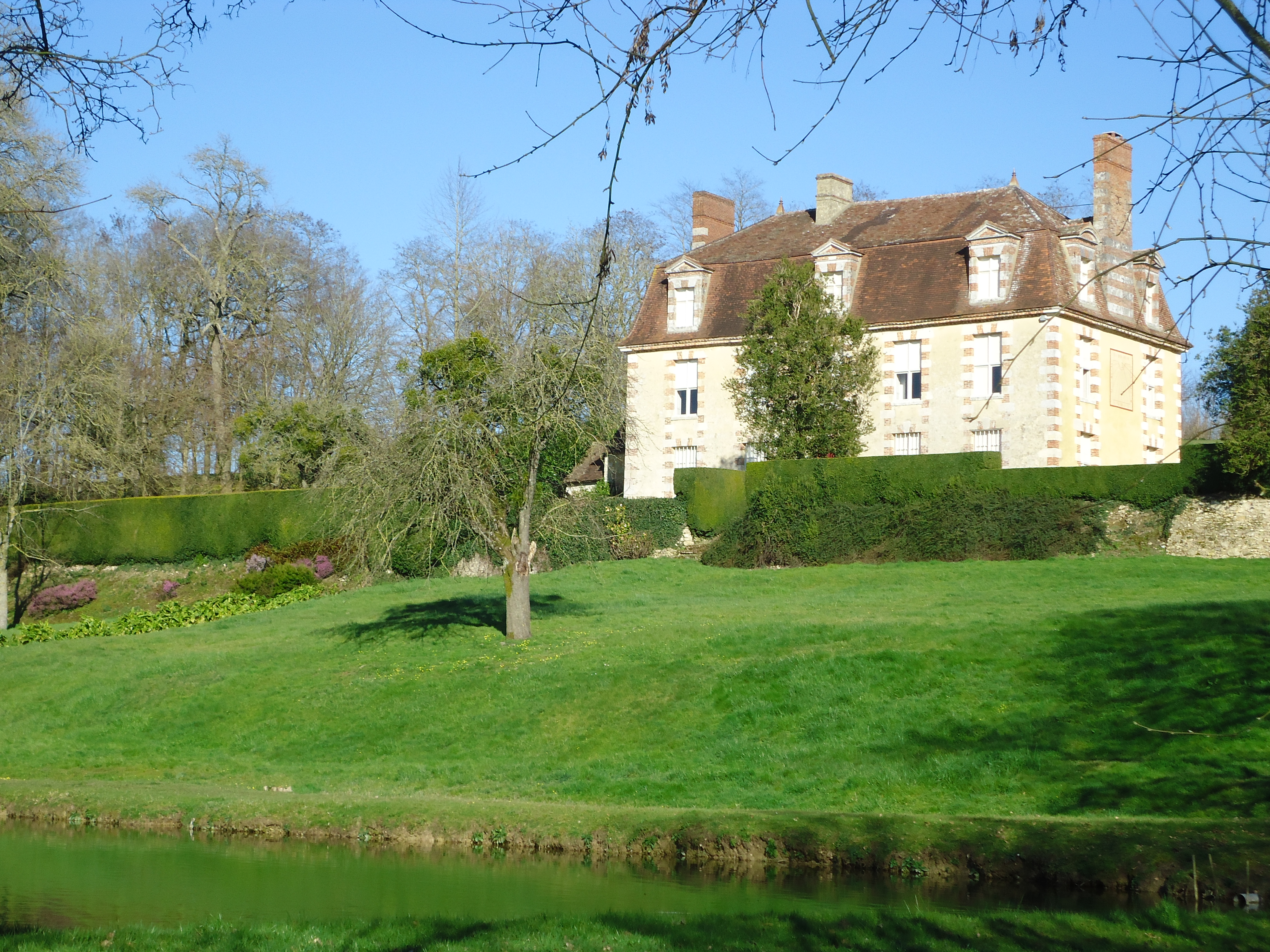
Le manoir de Bray.
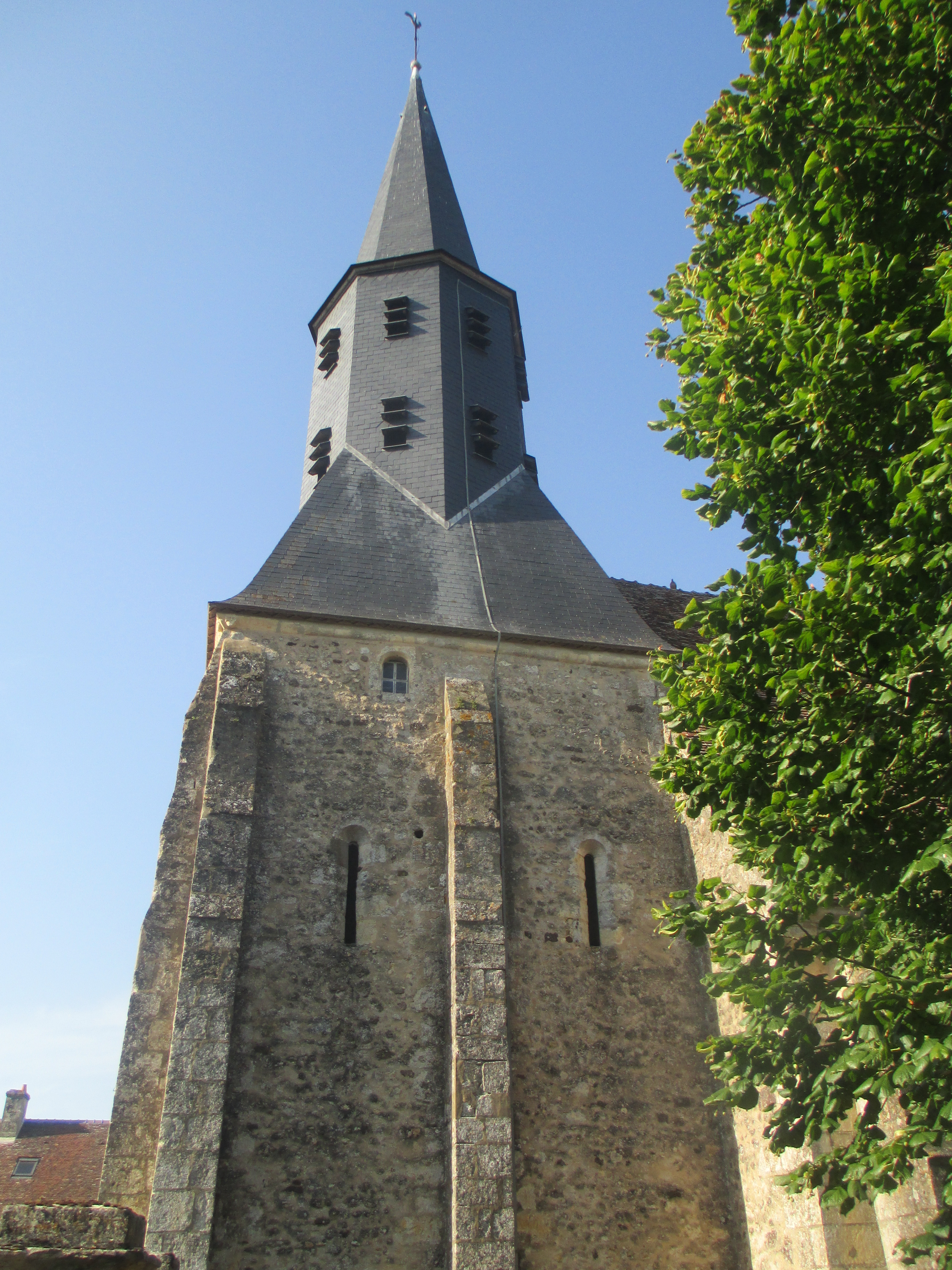
Le clocher de l'église Saint-Martin.
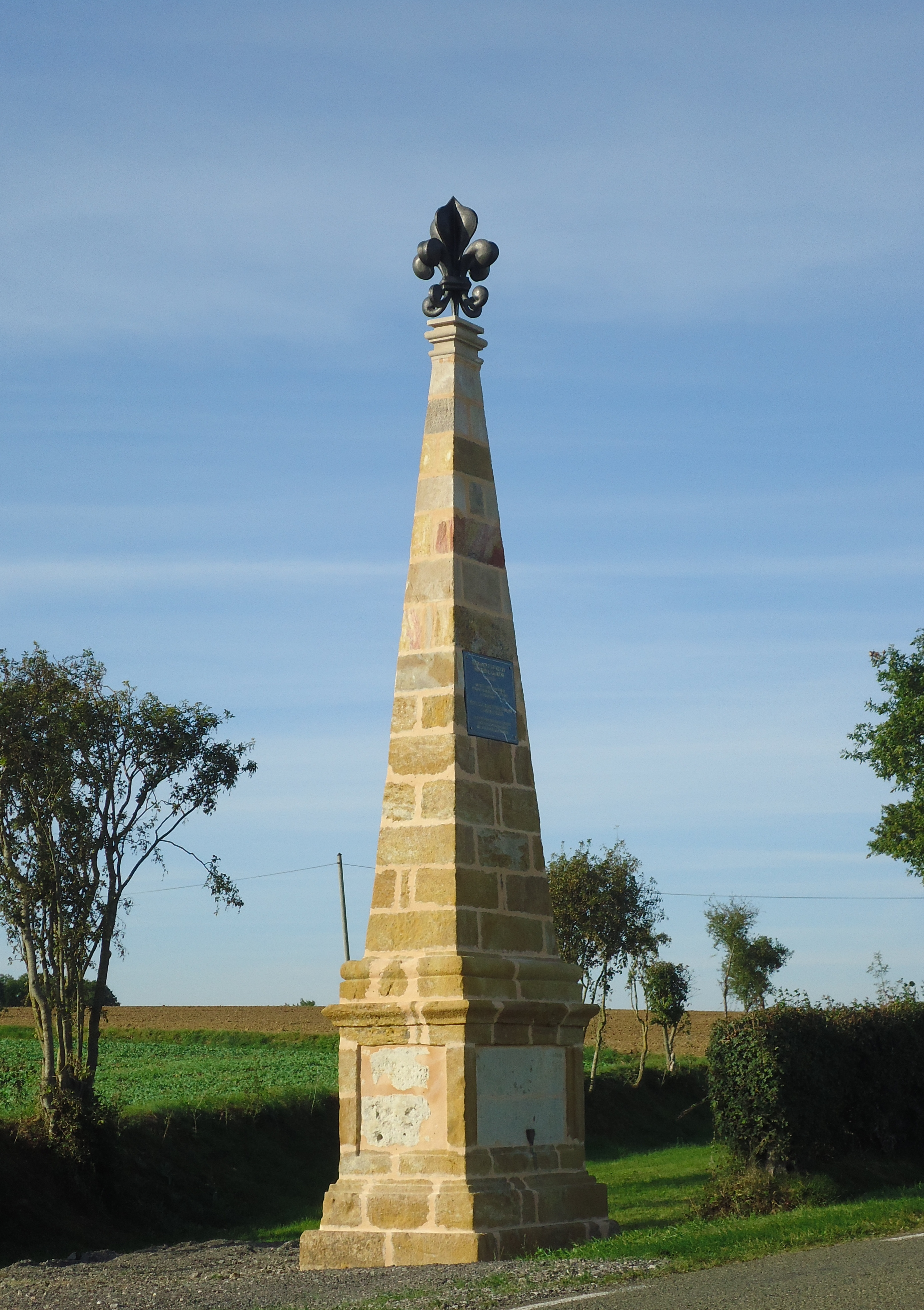
La pyramide de généralités.

### Personnalités liées à la commune
- Pierre Gadois (Igé, v. 1594 - Montréal, 1667), premier habitant de Montréal[42].
- Le comte Nicolas d'Orglandes, président du conseil général de l'Orne et député, achète le château de Lonné en 1800[43].
- Le comte Albert de Balleroy (Igé, 1828 - 1872), député du Calvados[44], peintre spécialisé dans les scènes de chasse, partagea un atelier rue Lavoisier avec Édouard Manet[45].
- Jean Descarries (ou Descaris) dit le Houx (Igé, 1621 - Montréal, 1687).
- Jean Leduc (Igé, v. 1621 - Montréal, 1702) Jean Descarries et Jean Leduc furent les deux premiers Français qui s'établirent à Notre-Dame-de-Grâce (Montréal), le 18 novembre 1650. Vers la fin du XVIIe siècle, le nord du Vieux-Montréal était une immense forêt s’étalant au pied du mont Royal, entourée de marécages et de ruisseaux. Descarries et Leduc reçoivent chacun trente arpents de terre à Notre-Dame-de-Grâce, un vaste territoire que traverse aujourd'hui l'avenue Atwater jusqu’à Lachine. Les Descarries furent longtemps ancrées dans le secteur. Par exemple, Daniel-Jérémie Décarie (1836-1904) fut maire de Notre-Dame-de-Grâce de 1877 à 1904 et son fils, l'avocat Jérémie-Louis Décarie (1870-1927), fut un parlementaire québécois. En mai 1912, on désigne officiellement « boulevard Décarie » l’axe commercial qui traverse Notre-Dame-de-Grâce.
- Jacqueline Quatremaire (Igé, 18 octobre 1918 - Auschwitz, 15 juin 1943) est une militante syndicaliste, communiste et résistante.

### Héraldique
| Blason de Igé | Blason  | D'azur à l'obélisque du lieu d'argent, maçonné de sable et sommé d'une fleur de lis d'or ; au chef du second chargé d'une feuille d'érable de sinople accostée de deux coquilles de gueules. |
| Blason de Igé | Détails | L'obélisque du lieu de ce blason est la pyramide d'Igé, qui marque la limite entre les généralités de Tours et d'Alençon. La feuille d'érable commémore la forte émigration percheronne vers le Canada. Les coquilles de gueules rappellent la présence en ce lieu d'une halte à destination des pèlerins faisant route vers Saint-Jacques-de-Compostelle. Adopté par la municipalité le 19 février 2013. |